# Jean-Pierre Vibert
Jean-Pierre Vibert (1777–1866) fue un botánico, rosalista e hibridador francés. 

## Biografía
Nace en París en 1777. En su juventud, Vibert sirve en el ejército de Napoleón del que es un ferviente admirador. Como resultado de heridas de guerra, se volvió a la jardinería y se convirtió en el dueño de una ferretería en "rue du Four" en París. Su tienda estaba cerca André Dupont, horticultor de la emperatriz Joséphine de Beauharnais. Se interesó en la creación de rosas.
En 1812, vendió su ferretería. Poco después, en 1813, compró tierras en Chennevières-sur-Marne para crear un vivero, donde híbrida rosas, árboles frutales y vides.
Se casa con Adélaïde Charlotte Heu en 1805, con la que tiene tres hijas (1816?):. Aimée, Adélaïde y Théodore.
En 1815, el pionero de los cultivadores de rosas Jacques-Louis Descemet (1761-1839) decide vender su vivero de St-Denis. De hecho, tiene serias dificultades financieras relacionadas con la ocupación del norte de París por las tropas británicas después de la batalla de Waterloo. Vibert logra comprar el vivero de Descemet con sus 10 000 plantas y con sus registros de hibridación. Un mes más tarde, su hija Adélaïde de 5 años muere y Adélaïde su mujer también murió unos meses más tarde.
Viber fue uno de los fundadores de la Sociedad Hortícola de París en 1827 (ahora Société nationale d'horticulture de France).
Trasladó su vivero a Saint-Denis en enero de ese año y de nuevo en 1835 a Longjumeau, al sur de París. Y de nuevo en 1839, esta vez al sur de Angers.
En 1851, Jean-Pierre Vibert vende su vivero en Angers su capataz, M. Robert, quién en 1867 le dedicó el cultivar 'Souvenir de Pierre Vibert'. Vibert se retiró en la región de París, donde ha publicado artículos sobre las rosas y las uvas. Fallece el 18 de enero de 1866 a los 88 años.
Creó numerosas variedades, entre las que se encuentran 'Adèle Heu' el nombre de su esposa y 'Aimee Vibert' el nombre de su hija. Estaba particularmente interesado en conseguir rosas manchadas y rayadas. Sus híbridos cubren todas las clases de rosas existentes en su tiempo pero las rosas Gallicas es la clase a la que dedicó la mayor parte de sus esfuerzos. Viajó por toda Europa para visitar otros cultivadores de rosas y distribuir nuevos híbridos en Europa y Estados Unidos. Sus numerosos artículos sobre la hibridación de rosas y su cultivo también han sido importantes en el desarrollo del cultivo de la rosa.

## Obtenciones de nuevas rosas
Actualmente se conocen unas 545 variedades de rosas creadas o distribuidas por Vibert de las cuales algunos ejemplos :
- Aimable Rouge (1811),
- Armide (1816),
- Adèle Heu (1816),
- Blanche de Belgique (1817),
- Petite Lisette (1817),
- Duchesse de Berry (1818),
- Diane de Poitiers (1818)
- Jeanne d`Arc (1818),
- Daphné (1819),
- Fanny Bias (1819),
- Agathe Fatime (1820),
- Duc de Bordeaux (1820)
- Duchesse d`Angoulème (1821)
- Ipsilanté (1821),
- Joséphine de Beauharnais (1823)
- Amélia (1823)
- Ombrée Parfaite (1823),
- Mousseux Ancien (1825),
- Pourpre (1827),
- Aimée Vibert (1828),
- Camaieux (1830),
- Donna Marie (1830),
- Zoé (1830),
- Cramoisi Picoté (1832),
- Hortense de Beauharnais  (1834),
- Blanchefleur (1835),
- Quatre Saisons (1836),
- Agar (1836),
- D`Aguesseau (1836)
- Invincible (1836)
- Anaïs Ségalas (1837),
- Alain Blanchard (1839),
- Panachée Double (1839),
- Oeillet Flamand (1840),
- Cosimo Ridolfi (1842),
- Yolande d'Aragon (1843)
- Comtesse du Murinais (1843),
- De la Grifferaie (1845),
- Ambroise Paré (1846),
- Turenne (1846),
- Blanc de Vibert (1847),
- Joasine Hanet (1847),
- Sidonie (1847),
- Pélisson (1848),
- Soeur Marthe (1848),
- Béranger (1849),
- Nathalie (1849),
- La Ville de Bruxelles (1849),
- Zaire (1849)
- Adèle Pavie (1850)

## Posible confusión
- El bisnieto de Jean-Pierre Vibert también se llama Jean-Pierre Vibert y también rosalista. Se puede ver su trabajo en http://www.jeanpierrevibert.com/ Archivado el 3 de marzo de 2016 en Wayback Machine.

## Obtencionesde Jean-Pierre Vibert

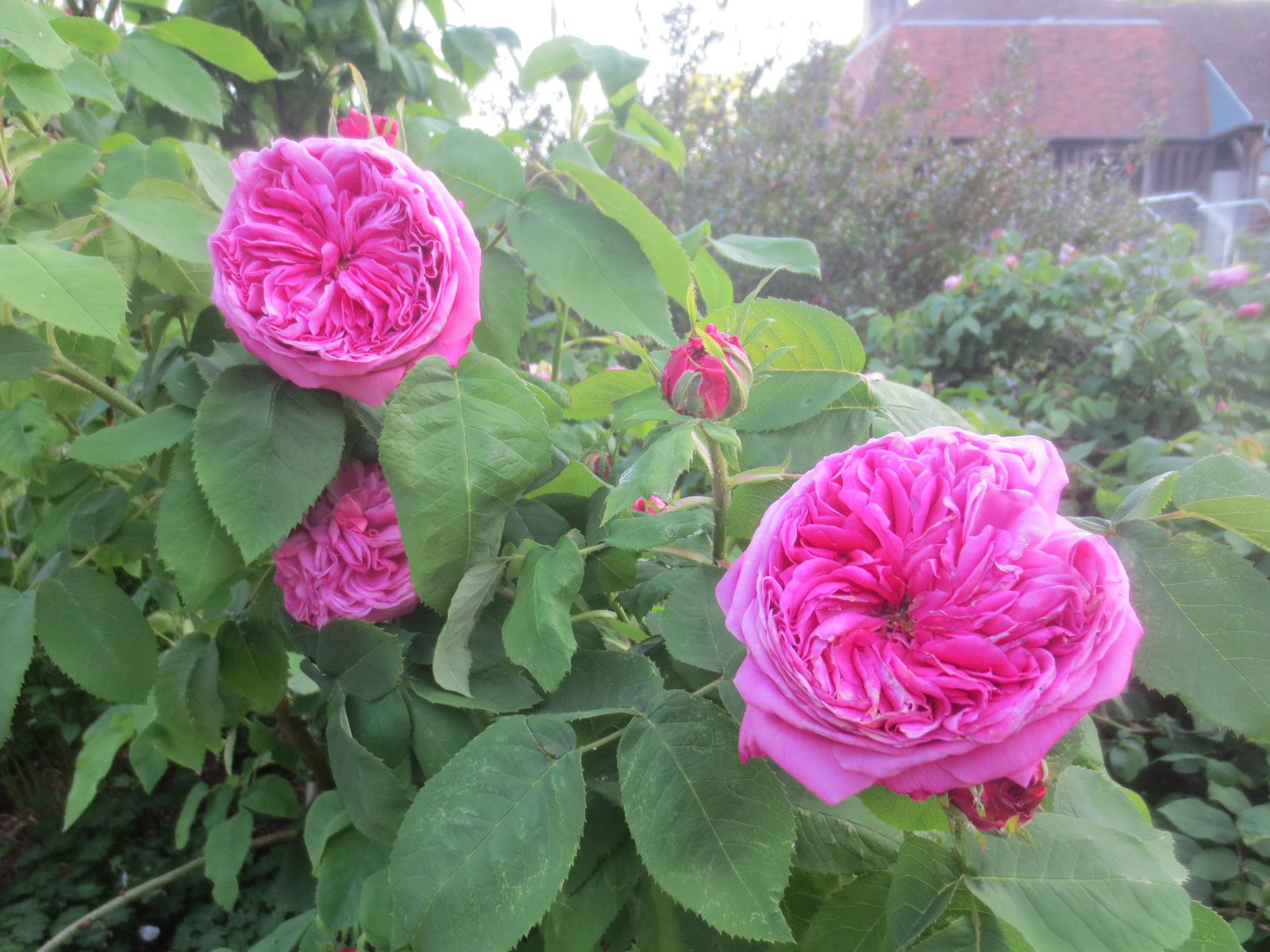
'Yolande d'Aragon' 1826, Grupo: Damasco  Perpetuo, Híbrido Perpetuo, Portland. Clos Barbisier.
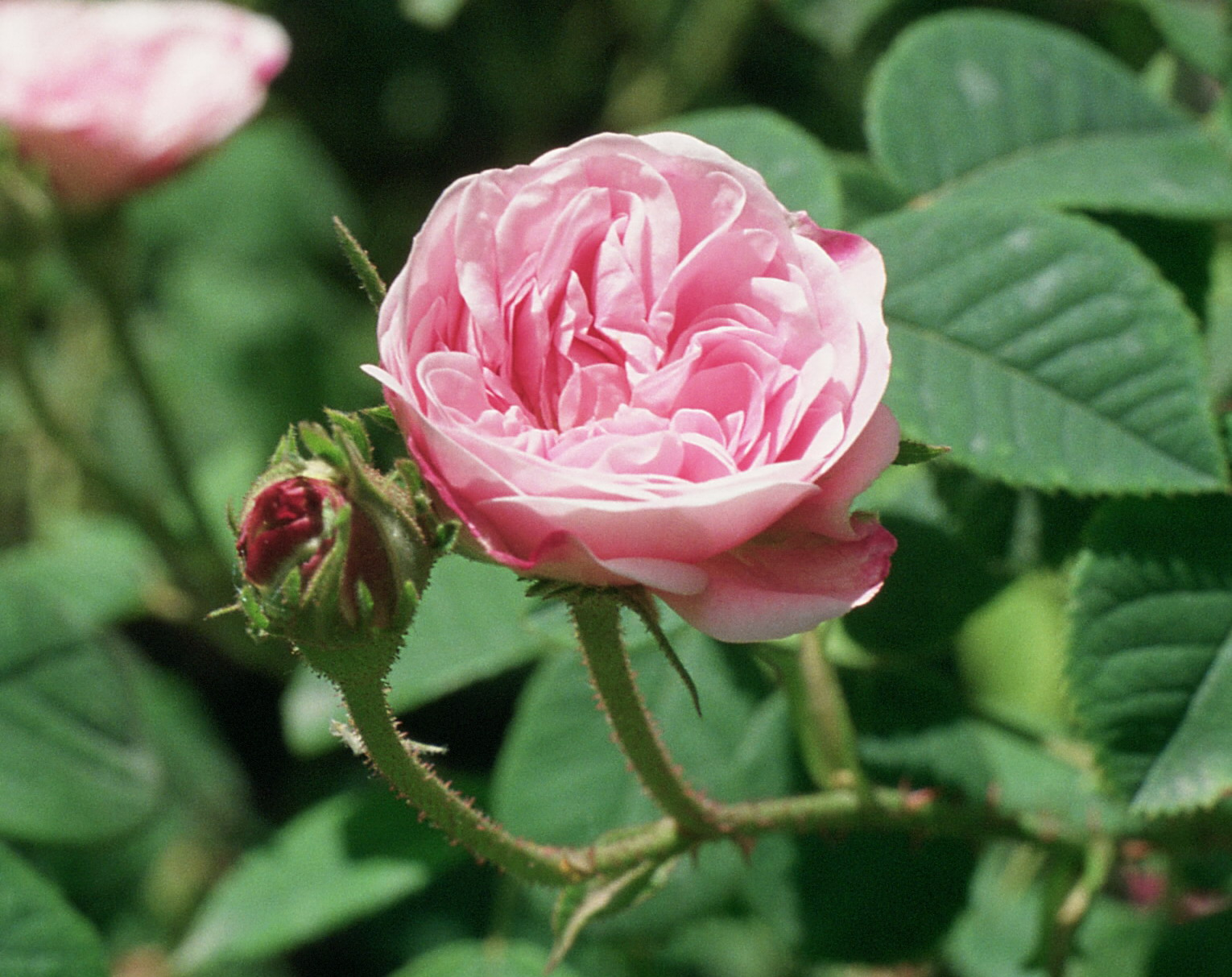
'Petite Lisette' 1817, Grupo: Alba, Damasco. Real Jardín Botánico de Madrid.
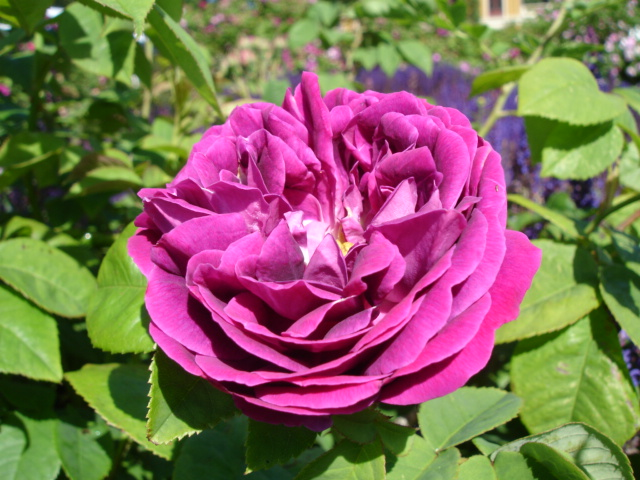
'Las Casas' 1828, Grupo:Bourbon, Cl.
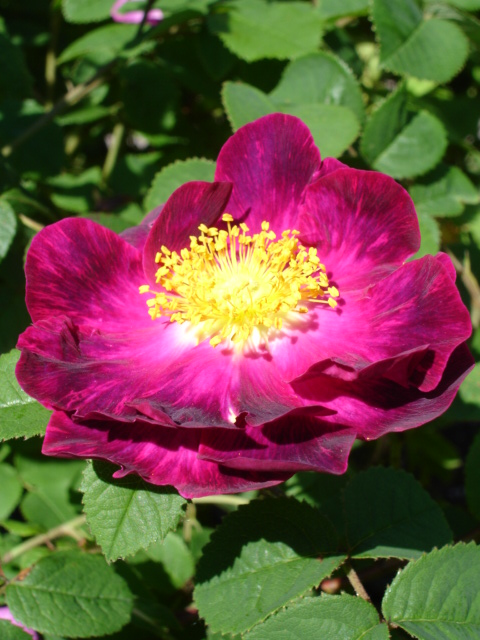
'Alain Blanchard' 1839, Grupo:Híbrido Gallica, Centifolia Parentage Rosa centifolia L. × Rosa gallica L.
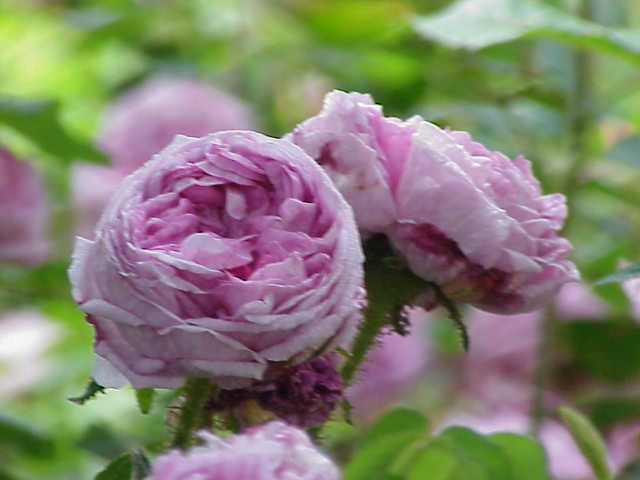
'Mousseux Ancien' 1825, Grupo: Musgo
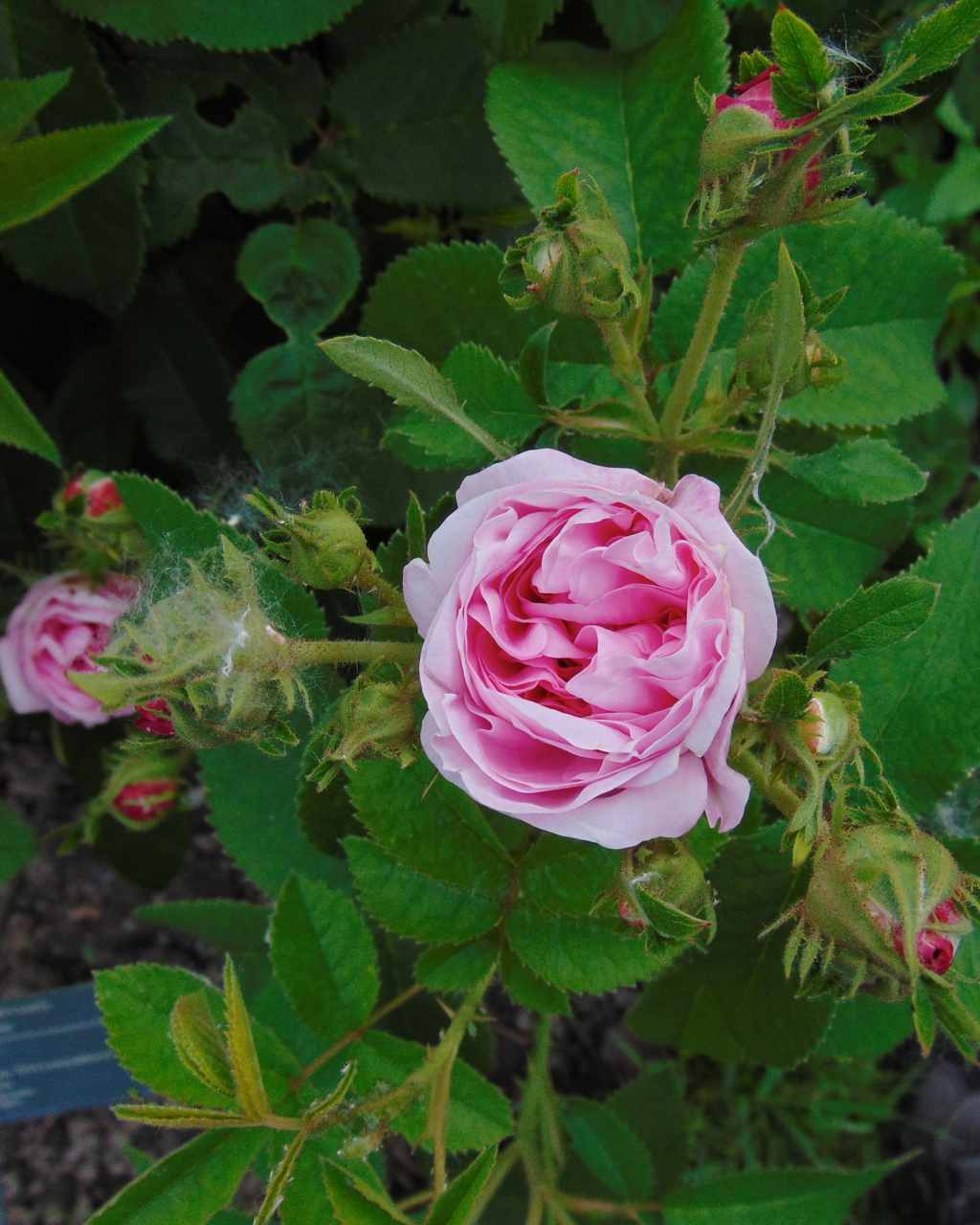
'La Ville de Bruxelles' 1837, Grupo: Centifolia, Damasco.
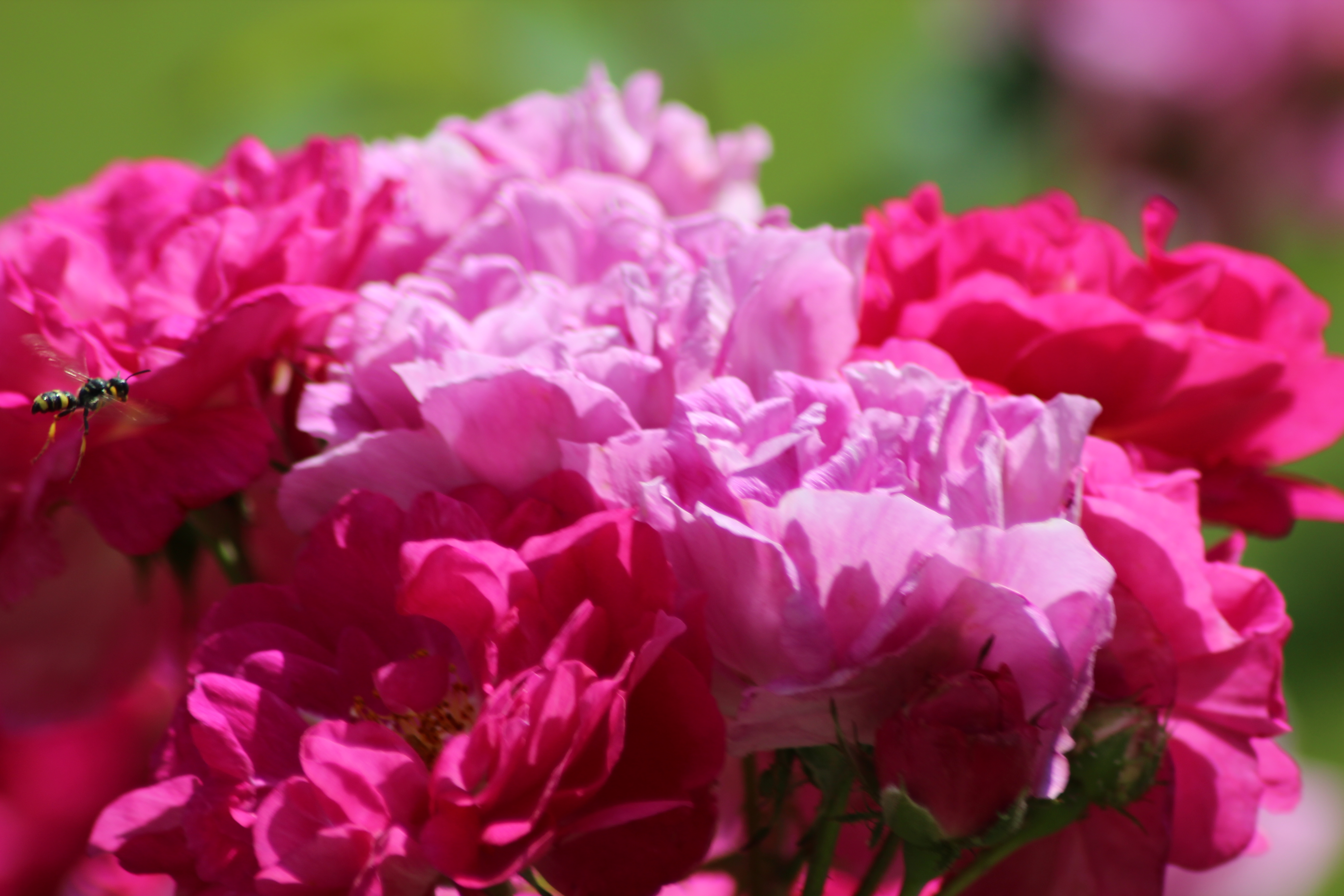
'De la Grifferaie' 1845, Grupo: Híbrido Multiflora.

## Algunas publicaciones
- Observations sur la nomenclature et le classement des roses, suivies du catalogue de celles cultivées par J. P. Vibert à Chenevières-sur-Marne - Mme Huzard, Imprimeur-Librairie,  París 1832.

- Essai sur les roses. Des inconvénients de la greffe du rosier sur l´églantier et des modifications qu´elle nécessite -  Mme Huzard, París 1824-1830.

- Observations sur la Rose "Triomphe de Valenciennes" - In: La Revue Horticole IV: 42-45, 3.ª série, 1850 París.

- Des anomalies du rosier - In: J. de la Société Impériale et Centrale d´Horticulture XI: 343-350 (1865), París 1865.

- Catalogue des roses cultivées par J. P. Vibert à Saint-Denis-sur-Seine - Mme Huzard, Imprimeur-Librairie, París 1833.

- La abreviatura «Vibert» se emplea para indicar a Jean-Pierre Vibert como autoridad en la descripción y clasificación científica de los vegetales.[3]